# Talsperre Victoria
Die Talsperre Victoria (englisch Victoria Dam; Singhalesisch: වික්ටෝරියා වේල්ල) befindet sich in der Mitte Sri Lankas in der Zentralprovinz. Sie staut den Mahaweli, den längsten Fluss in Sri Lanka. Flussaufwärts und westlich der Talsperre liegt die Stadt Kandy. Flussabwärts befindet sich die Talsperre Randenigala.
Die Staumauer ist eine doppelt gekrümmte Bogenstaumauer aus Beton mit einer Höhe von 122 m. Damit ist sie die höchste Talsperre in Sri Lanka. Die Länge der Mauerkrone beträgt 520 m und die Dicke der Staumauer liegt zwischen 6 und 25 m. Bei maximalem Stauziel erstreckt sich der Stausee über eine Fläche von rund 23 km² und fasst 721 Mio. m³ Wasser. Mit dem Bau der Talsperre wurde im August 1978 begonnen und sie wurde im April 1985 fertiggestellt.

## Kraftwerk
Das Kraftwerk Victoria ist mit einer installierten Leistung von 210 MW das größte Wasserkraftwerk Sri Lankas. Bei der Inbetriebnahme des Kraftwerks im April 1985 wurden drei Maschinen mit jeweils maximal 70 MW Leistung installiert. Von der Talsperre führt ein 5,6 km langer und 6 m breiter Tunnel zu einem Maschinenhaus, in dem sich die Francis-Turbinen befinden.
Die Stromerzeugung schwankt: sie betrug 496 Mio. kWh im Jahre 2004 und 344 bzw. 351 Mio. kWh in den Jahren 2004 und 2005.
Das Kraftwerk ist im Besitz der Ceylon Electricity Board (CEB) und wird auch von CEB betrieben.